# Eziler, Güney
Eziler là một khu dân cư thuộc huyện Güney, tỉnh Denizli, Thổ Nhĩ Kỳ, với dân số 2.041 người (2022). Trước khi được tái tổ chức năm 2013, đây là một thị trấn (belde).
Năm 1993, Eziler được cấp địa vị khu tự quản và được chỉ định là thị trấn. Năm 2012, luật pháp Thổ Nhĩ Kỳ đã xếp Eziler vào loại khu dân cư.

## Tổng quan
Eziler cách trung tâm huyện 12 km (7,5 mi) và cách Denizli 80 km (50 mi). Nền kinh tế chính của làng là chăn nuôi và nông nghiệp, đặc biệt là trồng cỏ xạ hương và quả óc chó. Mặc dù là một ngôi làng nông thôn, Eziler vẫn thu hút sự chú ý khi thành công ở nhiều môn thể thao toàn quốc.

## Làng thể thao
Ngay sau khi được bổ nhiệm vào trường tiểu học và trung học Mustafa Kaçmaz của làng vào năm 2016, giáo viên thể dục Suat Arı đã chủ động với phương châm "Mọi người trong làng này đều là vận động viên", đồng thời giới thiệu hơn chục môn thể thao khác nhau. Những môn này đều không phổ biến trong nước.
Nó bắt đầu với bocce, phi tiêu và sau đó là trượt băng. Tổng cộng có 120 học sinh chính thức, trong đó có 45 nữ, thi đấu hơn chục môn thể thao khác nhau chẳng hạn như bocce, phi tiêu, bóng mềm, korfball, cầu lông, quần vợt, trượt băng, bóng chày, khúc côn cầu trên sân, cricket, bóng bầu dục, thể thao định hướng cũng như môn bắn cung truyền thống của Thổ Nhĩ Kỳ. Năm 2020, "Câu lạc bộ thể thao Güney Eziler" được thành lập. Đội khúc côn cầu trên sàn dành cho nữ đại diện cho làng có 15 thành viên, do giáo viên thể dục của trường làng và huấn luyện viên khúc côn cầu Burak Duman huấn luyện; Vì làng không có phòng tập thể dục nên các nữ vận động viên tập luyện ngoài trời. Các thành viên của đội khúc côn cầu nữ thi đấu trong đội tuyển cấp tỉnh tại Giải khúc côn cầu trên sàn nữ Anatolia (Anadolu Yıldızlar Hokey Ligi), và được xếp thứ tư trong số mười đội. Họ được Liên đoàn khúc côn cầu Thổ Nhĩ Kỳ mời tham dự Cúp khúc côn cầu Cộng hòa liên tỉnh và giành ngôi á quân. Câu lạc bộ đại diện cho tỉnh Denizli trong ba ngành thể thao. Hai chàng trai và một cô gái của câu lạc bộ thể thao làng được triệu tập vào trại đội tuyển quốc gia vào năm 2021.
Thầy Arı cũng tổ chức các giải đấu thể thao giữa các gia đình trong làng. Được tài trợ bởi Quỹ Hacı Ömer Sabancı và chính quyền quận Güney, một giải đấu cúp golf đã được tổ chức vào tháng 7 năm 2021 bằng cách sử dụng thiết bị chơi golf do những người dân làng xa xứ làm việc ở nước ngoài quyên góp. Một trong những người chơi golf, 67 tuổi, chơi lần đầu tiên trong đời. Vào tháng 11 năm 2021, Giải đấu khúc côn cầu dành cho cựu chiến binh được tổ chức tại sân trường với sự tài trợ của Quỹ Sabancı. Mười tám dân làng trên 35 tuổi đã tham gia, trong đó có một cầu thủ nam 60 tuổi và một cầu thủ nữ 71 tuổi. Sau đó là trận giao hữu khúc côn cầu trên sân giữa hai đội Denizli Anadolu Pars và Güney Ezlier.